# Suera

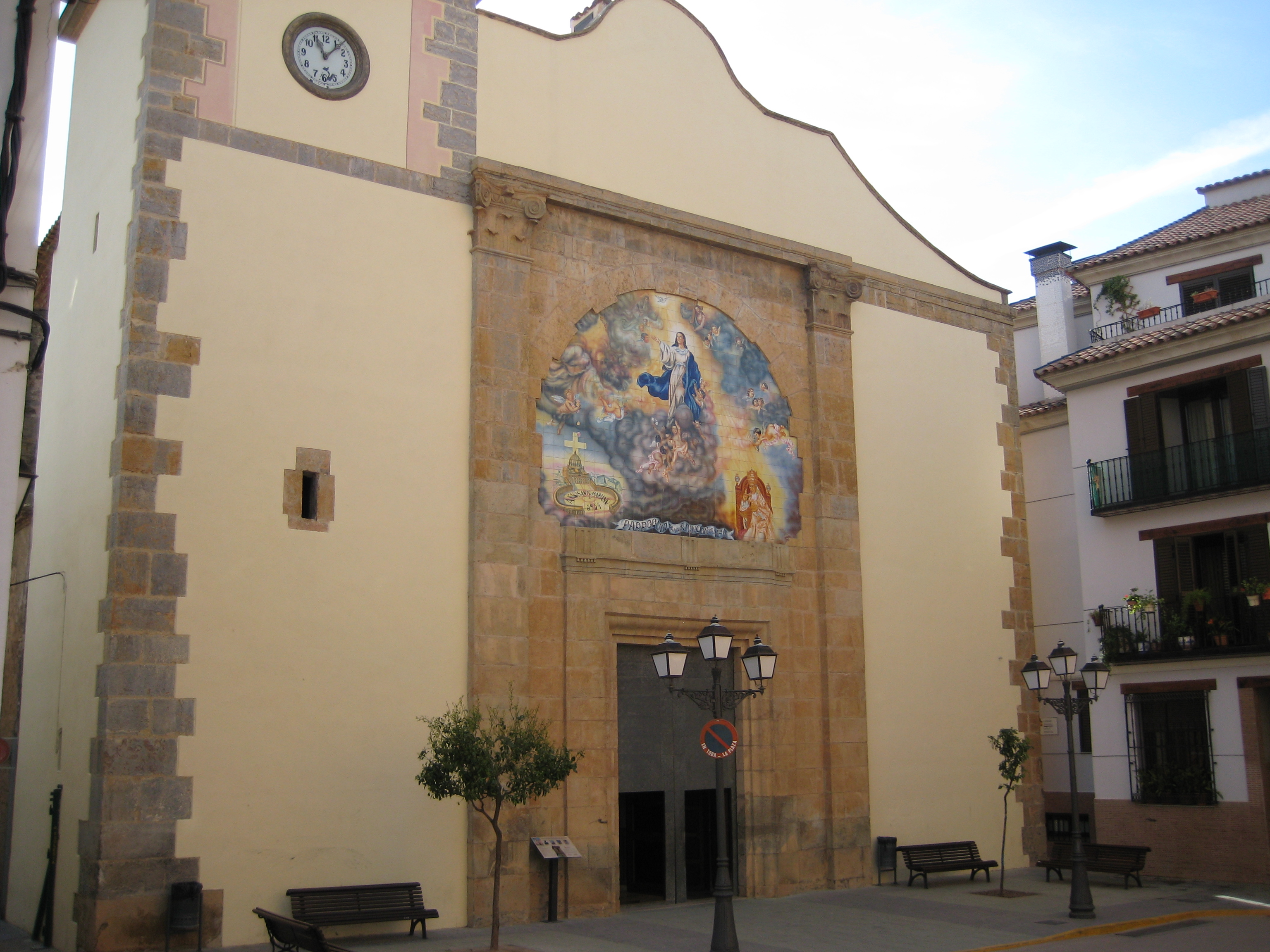
Església de la Mare de Déu de l'Assumpció

Suera és un municipi del País Valencià que es troba a la comarca de la Plana Baixa.
Limita amb Tales, l'Alcúdia de Veo, Vilamalur i Aiòder.

## Geografia
El terme municipal de Suera presenta un relleu muntanyós, ja que es troba als últims contraforts de la Serra d'Espadà, que descendix progressivament cap a la Plana. En el seu paisatge abunden importants extensions de boscos de pins i sureres, que alternen amb cultius de secà i regadiu. El secà s'assenta sobre el terreny en terrasses i abancalaments de temps immemorials. El regadiu hi és possible gràcies a l'aigua de les nombroses fonts del terme, que es canalitza mitjançant séquies.

## Història
Suera Alta (despoblat) i Suera (municipi) tenen el seu origen en diversos poblats àrabs, units després de la conquesta cristiana. Jaume I donà la vall el 1260 a Pere, fill de la seua esposa Teresa Gil, i li atorgà franquícies. Després el senyoriu pertanyeria als ducs de Medinaceli. El 1609 romangué despoblat fins al 1611. A pesar de l'arribada d'alguns repobladors, l'auge demogràfic no va arribar fins al segle xviii (567 habitants en 1787).

## Demografia
| 1990 | 1992 | 1994 | 1996 | 1998 | 2000 | 2002 | 2004 | 2005 | 2006 | 2007 | 2010 |
| ---- | ---- | ---- | ---- | ---- | ---- | ---- | ---- | ---- | ---- | ---- | ---- |
| 523  | 592  | 565  | 568  | 548  | 547  | 579  | 573  | 510  | 592  | 640  | 680  |

## Política i govern

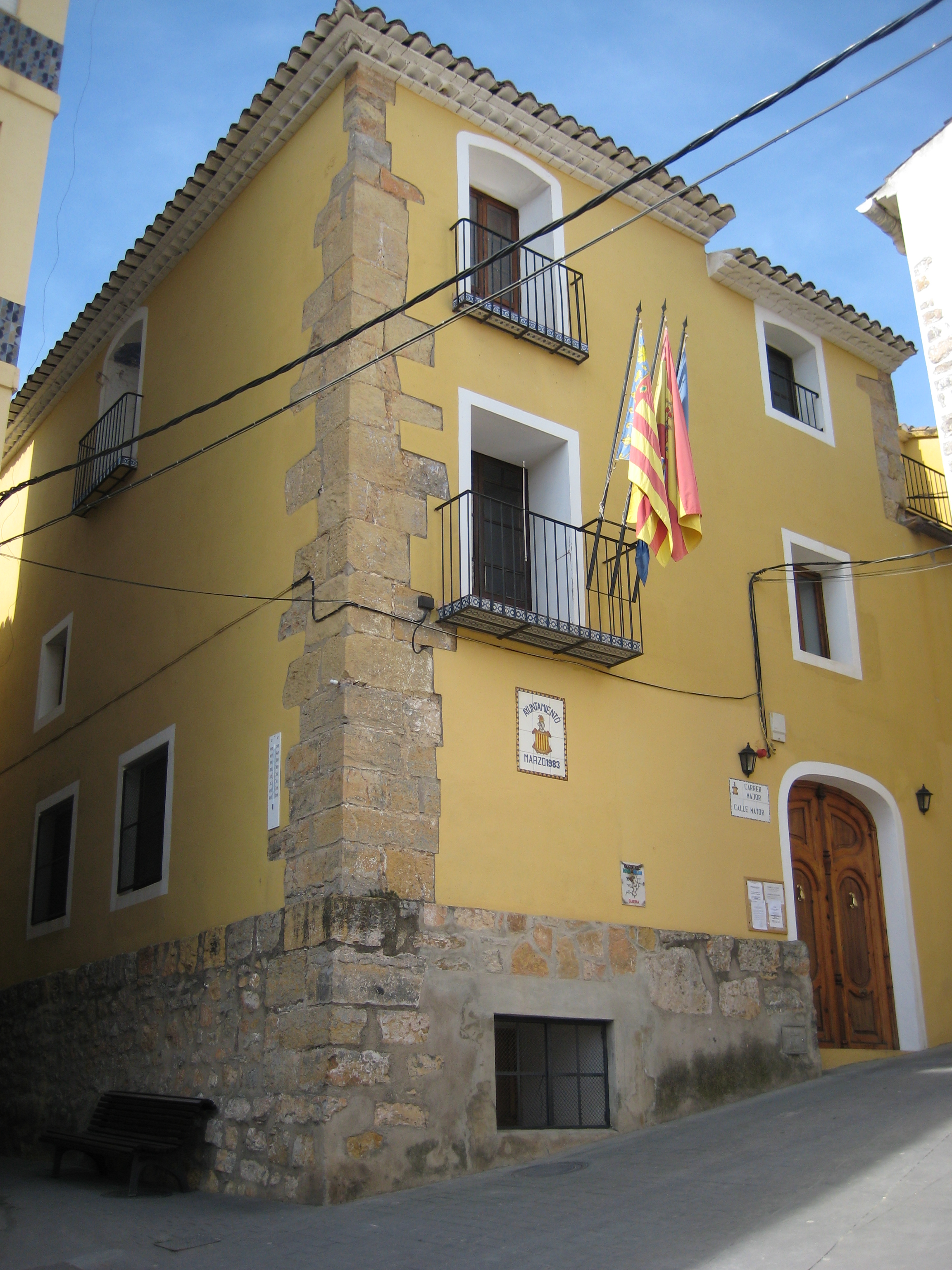
Ajuntament

### Composició de la Corporació Municipal
El Ple de l'Ajuntament està format per 7 regidors. En les eleccions municipals de 26 de maig de 2019 foren elegits 4 regidors del Partit Socialista del País Valencià (PSPV-PSOE), 2 del Partit Popular (PP) i 1 de Compromís per Suera (Compromís).
| Eleccions municipals de 26 de maig de 2019 - Suera                                                                 |                                          |                                     |                                     |      |          |          |
| Candidatura | Candidatura                              | Candidatura                         | Cap de llista                       | Vots | Vots     | Regidors |
| | Partit Socialista del País Valencià-PSOE |                                     | Josep Pasqual Martí García          | 191  | 50,66%   | 4 (+1)   |
| | Partit Popular                           |                                     | José Antonio Montoliu Calatayud     | 96   | 25,46%   | 2 ()     |
| | Compromís per Suera                      |                                     | Manuel Isidro Llorens González      | 79   | 20,95%   | 1 (-1)   |
| | Vots en blanc                            |                                     |                                     | 11   | 2,92%    |          |
| Total vots vàlids i regidors                                                                                       | Total vots vàlids i regidors             | Total vots vàlids i regidors        | Total vots vàlids i regidors        | 377  | 100 %    | 7        |
| | Vots nuls                                | Vots nuls                           | Vots nuls                           | 5    | 1,31%    |          |
| Participació (vots vàlids més nuls)                                                                                | Participació (vots vàlids més nuls)      | Participació (vots vàlids més nuls) | Participació (vots vàlids més nuls) | 382  | 85,08%** |          |
| Abstenció | Abstenció                                | Abstenció                           | Abstenció                           | 67*  | 14,92%** |          |
| Total cens electoral                                                                                               | Total cens electoral                     | Total cens electoral                | Total cens electoral                | 449* | 100 %**  |          |
| Alcalde: Josep Pascual Martí García (PSPV) (15/06/2019)                                                            |                                          |                                     |                                     |      |          |          |
| Fonts: JEC, JEZ Castelló, Periòdic Ara. (* No són vots sinó electors. ** Percentatge respecte del cens electoral.) |                                          |                                     |                                     |      |          |          |

### Alcaldia
Des de 2007 l'alcalde de Suera és Josep Pasqual Martí García, del Partit Socialista del País Valencià (PSPV-PSOE).
| Període                       | Alcalde o alcaldessa        | Partit polític | Data de possessió | Observacions |
| ----------------------------- | --------------------------- | -------------- | ----------------- | ------------ |
| 1979–1983                     | Ernesto Macian Tomás        | UCD            | 19/04/1979        | --           |
| 1983–1987                     | Ernesto Macian Tomás        | PDL            | 28/05/1983        | --           |
| 1987–1991                     | Joaquim Miquel Estall Polés | CDS            | 30/06/1987        | --           |
| 1991–1995                     | Joaquim Miquel Estall Polés | CDS            | 15/06/1991        | --           |
| 1995–1999                     | Joaquim Miquel Estall Polés | CDS            | 17/06/1995        | --           |
| 1999–2003                     | Joaquim Miquel Estall Poles | UC-CDS         | 03/07/1999        | --           |
| 2003–2007                     | José A. Montoliu Calatayud  | PP             | 14/06/2003        | --           |
| 2007–2011                     | Josep P. Martí García       | PSPV-PSOE      | 16/06/2007        | --           |
| 2011–2015                     | Josep P. Martí García       | PSPV-PSOE      | 11/06/2011        | --           |
| 2015–2019                     | Josep P. Martí García       | PSPV-PSOE      | 13/06/2015        | --           |
| 2019-2023                     | Josep P. Martí García       | PSPV-PSOE      | 15/06/2019        | --           |
| Des de 2023                   | n/d                         | n/d            | 17/06/2023        | --           |
| Fonts: Generalitat Valenciana |                             |                |                   |              |

## Economia
Basada tradicionalment en l'agricultura que va millorar a partir del segle xix gràcies a l'extracció d'aigua del subsòl per a reg, avui però té un paper secundari, ja que gran part de la població es desplaça a treballar a les indústries d'Onda i Ribesalbes.

## Monuments
- Església de l'Assumpció. Temple que presenta une dimensions espectaculars donat el reduït del nucli urbà. Conserva frescos de Joaquim Oliet i un mural ceràmic a la façana de Manuel Safont. Es va construir al segle xviii.

- Ermita del Crist de la Clemència.

- Castell de Maús. D'origen àrab. Va ser construït al segle xii. Està situat a la cúspide del turó de Suera Alta a una altura de 582 msnm. El castell es troba en ruïnes, però la seua silueta retallada abruptament és una de les més cridaneres dels castells d'Espadà. Encara s'aprecien grans llenços de muralles i la part inferior del que degué ser la torre major. Està associat a quatre alqueries musulmanes a les quals donava protecció i que, després de la conquesta, van ser agrupades a un únic nucli urbà, l'actual Suera. La fortificació rep el nom de Castell de Suera, però des d'època islàmica (i encara actualment) és també conegut com de Maús.

- Despoblat de Castro. Restes d'un antic assentament d'origen medieval. Al lloc també s'han trobat restes de ceràmica medieval.

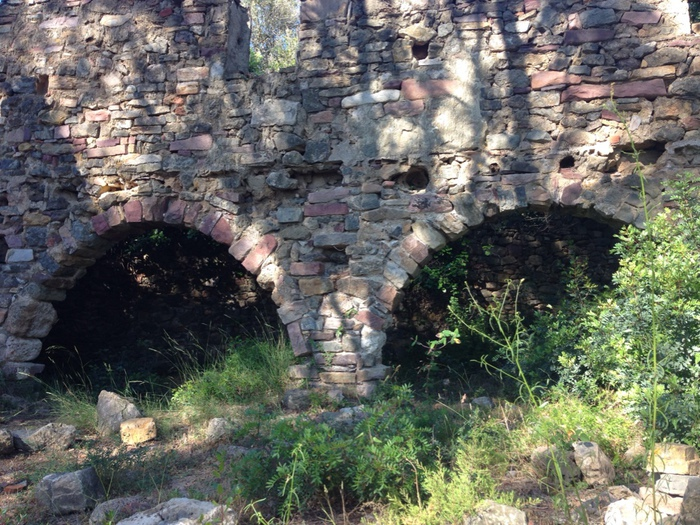
Ruïnes a Suera Alta

- Despoblat de Suera Alta. Restes d'un antic poblat d'origen medieval. Conserva bona part de les seves estructures, cases, molins i carrers, la qual cosa fa molt atractiva la seva visita. Així mateix també s'han trobat restes de ceràmica medieval.

## Llocs d'interés
El terme de Suera és abundant en brolladors, i són destacables cinc fonts: la de Castro, la Bocamina, els Ullals, l'Avellaner i la font del Riu.
És el Barranc de Castro on es concentra el major nombre de brolladors seguint pistes i camins entre pins i alzines que duen a la vall, al paratge de Castro s'ha acondicionat per al gaudi de visitants una zona recreativa.

## Festes i celebracions
- Sant Antoni Abad. Se celebra el dia 17 de gener amb una processó en la qual es repartix un rotllo típic i es beneïxen els animals. També es fan fogueres.

- Sant Blai. Se celebra el dia 3 de febrer en honor del seu patró, els quintos organitzen bous, ball i processó.

- Festes del Sagrament i Crist de la Clemència. Se celebren durant la setmana del quart diumenge d'octubre. El dilluns de festes es fa la tradicional baixada del Crist en romiatge que concentra el veïnat.

- Festes d'estiu. Es fan en honor de la Verge de l'Assumpció durant la setmana del 15 d'agost. S'organitzen balls, bous i actes culturals.